# Từ tượng thanh

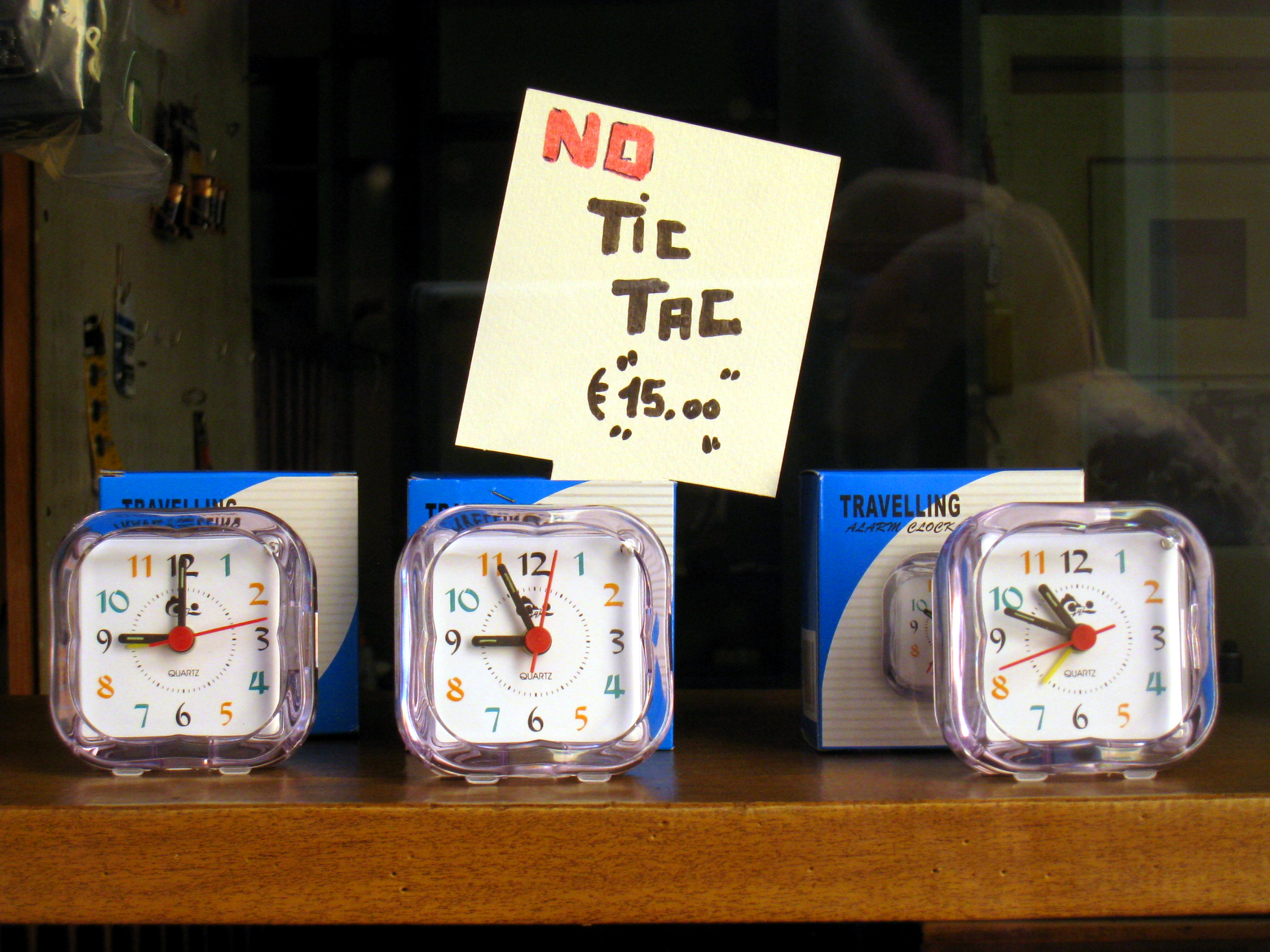
Một tấm biển trên cửa sổ cửa hàng ở Ý khẳng định rằng những chiếc đồng hồ im lặng trưng bày ở đây "Không Tích Tắc" ("No Tic Tac"), bắt chước âm thanh của đồng hồ.

Từ tượng thanh là quá trình tạo ra một từ mà có ngữ âm bắt chước, giống với, hoặc gợi ý âm thanh mà nó mô tả. Các từ tượng thanh phổ biến bao gồm tiếng động vật như ỉn, meo, gầm, và líu lo. Từ tượng thanh có thể khác nhau giữa các ngôn ngữ khác nhau: nó tuân theo quy tắc của hệ thống ngôn ngữ đó một cách nhất định; do đó âm thanh của đồng hồ có thể được biểu thị là tick tock trong tiếng Anh, tic tac trong tiếng Tây Ban Nha và tiếng Ý (xem hình), dī dā trong tiếng Quan Thoại, kachi kachitrong tiếng Nhật, tik-tik trong tiếng Hindi, và tích tắc trong tiếng Việt.
Thuật ngữ này trong tiếng Anh xuất phát từ từ ghép tiếng Hy Lạp cổ đại onomatopoeia, 'tạo tên', bao gồm từ onomato- 'tên' và -poeia 'tạo'. Như vậy, những từ bắt chước âm thanh có thể nói là có tính tượng thanh.

## Sử dụng

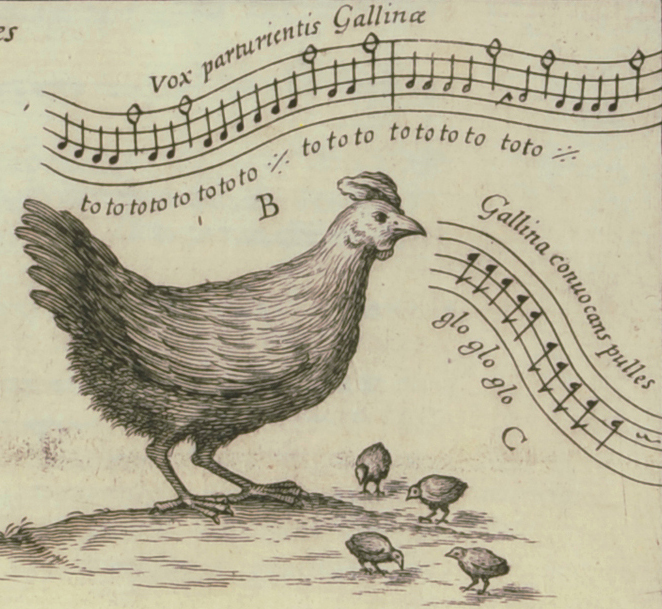
Theo Musurgia Universalis (1650), gà mái kêu "to to too", trong khi gà con kêu "glo glo glo".

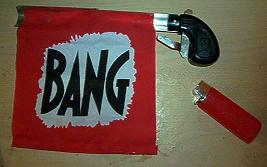
Súng cờ ghi "BANG" (tả tiếng bùm), một vật phẩm mới lạ

Trong trường hợp tiếng ếch kêu, cách viết có thể khác nhau vì các loài ếch khác nhau trên thế giới tạo ra các âm thanh khác nhau: tiếng Hy Lạp cổ đại brekekekex koax koax (chỉ có trong hài kịch The Frogs của Aristophanes) có lẽ để chỉ ếch đầm lầy; ribbit trong tiếng Anh cho các loài ếch được tìm thấy ở Bắc Mỹ; và động từ tiếng Anh croak (ộp ộp) cho một con ếch thông thường.
Một số ví dụ trong tiếng Anh rất phổ biến khác là hiccup (nấc), zoom (vèo), bang (bịch), beep (bíp), moo (ùm bò), và splash (tõm). Máy móc và âm thanh của chúng cũng thường được mô tả bằng từ tượng thanh: honk hoặc beep-beep cho còi ô tô, và vroom hoặc brum cho động cơ. Khi nói về phóng điện hồ quang có thể nghe thấy được, từ zap thường được sử dụng (và nghĩa của nó đã được mở rộng để mô tả tác động của sự nhiễu không nghe được).
Âm thanh của con người đôi khi tạo ra các từ tượng thanh, ví dụ như khi chụt được sử dụng để biểu thị một nụ hôn.
Đối với âm thanh của động vật, những từ như quạc (vịt), ùm bò (bò), gâu (chó), gầm (sư tử), meo hoặc rít (mèo), cục tác (gà) và be-e (cừu) thường được sử dụng trong Tiếng Việt (cả dưới dạng danh từ lẫn động từ).